# Астерикс: Тајна чаробног напитка
Астерикс: Тајна чаробног напитка (фр. Astérix : Le Secret de la potion magique) француски је рачунарско-анимирани филм из 2018. године. Режију и сценарио потписују Луј Клиши и Александар Астје, по франшизи Астерикс Ренеа Госинија и Албера Идерзоа. Први је филм о Астериксу у ком глас не позајмљује Роже Карел, који се пензионисао. Уместо њега, Астериксу је глас позајмио Кристијан Клавје, који га је претходно тумачио у филму Астерикс и Обеликс против Цезара (1999) и Астерикс и Обеликс: Мисија Клеопатра (2002).
Приказан је 5. децембра 2018. године у Француској, односно 6. децембра у Србији.

## Радња
У овој причи Чудомиџ одлучује да је време за осигурање будућности села па заједно с Астериском и Обеликсом  креће у потрагу за младим друидом којем може пренети тајну о чаробном напитку који осигурава трајну заштиту.

## Гласовне улоге
| Улога    | Изворни глас     | Српски глас       |
| -------- | ---------------- | ----------------- |
| Астерикс | Кристијан Клавје | Борис Миливојевић |
| Обеликс  | Гијом Брија      | Слободан Нинковић |